# Un delitto in Olanda
Un delitto in Olanda (titolo originale francese Un crime en Hollande), pubblicato in traduzione italiana anche col titolo Maigret in Olanda, è un romanzo poliziesco di Georges Simenon con protagonista il commissario Maigret, l'ottavo romanzo della serie dedicata al celebre investigatore della polizia francese.
Scritto nel maggio 1931, a bordo dell'Ostrogoth a Morsang-sur-Seine (Seine-et-Marne), fu pubblicato in Francia a luglio per l'editore Fayard.
Il romanzo è ambientato a Delfzijl, una località nella Frisia dei Paesi Bassi, negli Anni Trenta, dove nel 1929 Georges Simenon ideò il personaggio del celebre commissario. L'indagine si svolge a maggio e dura due giorni.

## Trama

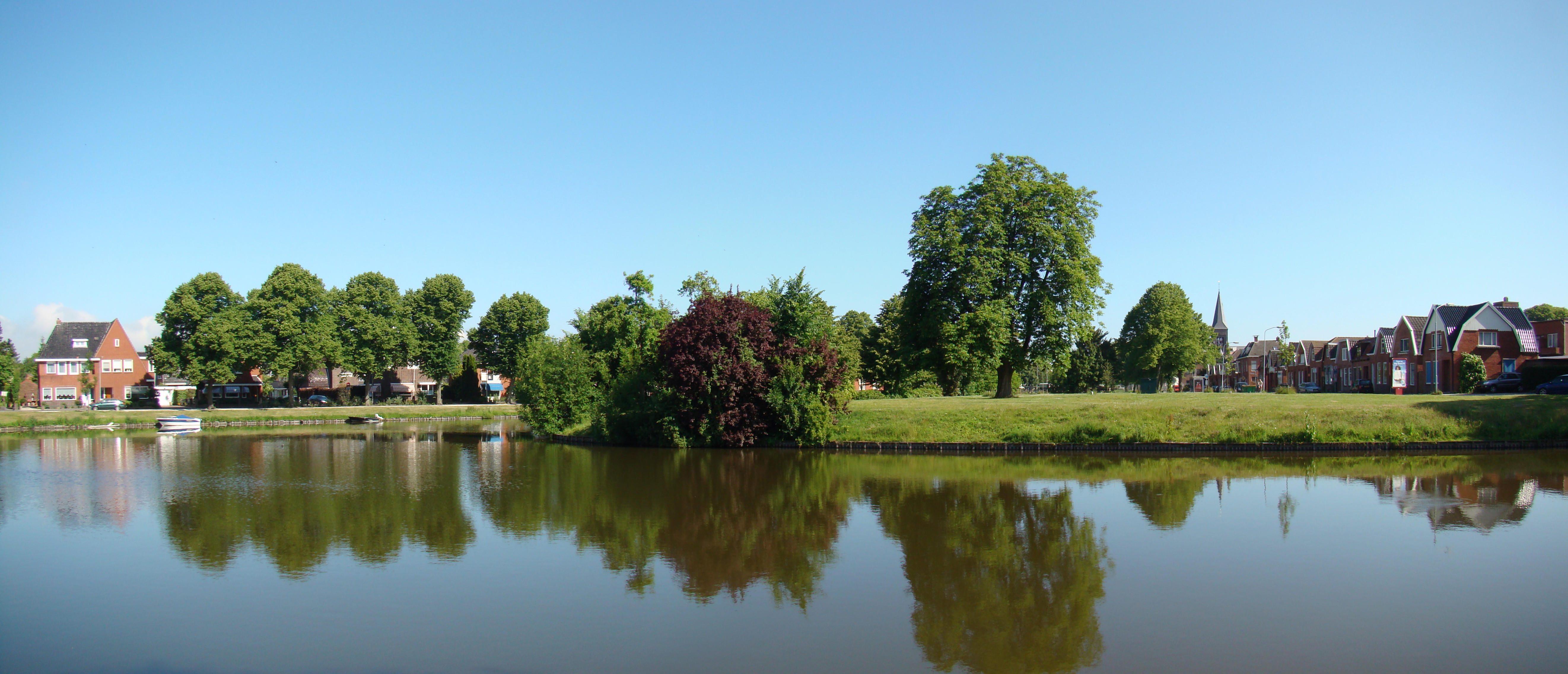
Panorama Delfzijl

A Delfzijl il professor Jean Duclos viene accusato dell'omicidio del capitano di lungo corso Conrad Popinga. Maigret viene mandato nei Paesi Bassi per indagare e scopre che, come nei più classici delitti passionali, molti sono gli individui che potrebbero avere avuto un buon movente per agire: Beetje Liewen, che aveva una relazione con Popinga, fortemente osteggiata dal padre di lei. Cornelio Barens, un giovane studente, innamorato di Beetje, il quale apparentemente avrebbe avuto molte ragioni per liberarsi del rivale. Liesbeth Popinga, moglie della vittima, che disapprovava fortemente la condotta del marito. Any Van Elst, sorella di Liesbeth, da sempre segretamente innamorata di Popinga. Ma il maggiore sospettato sembra essere Oosting, un anziano marinaio, il cui cappello è stato rinvenuto nel bagno di Popinga.
Simenon raffigura la borghesia protestante in una piccola cittadina olandese: il comportamento dei personaggi è chiaramente influenzato da questo ambiente severo e austero contro il quale alcuni reagiscono. Inoltre, la coscienza di Maigret possiede degli scrupoli: è davvero utile denunciare il colpevole? Si notano la sua ironia nei rapporti con la Duclos e con la polizia olandese.
Maigret ricostruisce attentamente la sera del delitto, riuscendo a eliminare i sospetti uno dopo l'altro e a stabilire la verità: Any, la cognata di Popinga, si è sentita respinta da quest'ultimo, quando Conrad le ha preferito la giovane Beetje e l'amore provato per il cognato si è trasformato in odio, sfociando infine nell'omicidio.

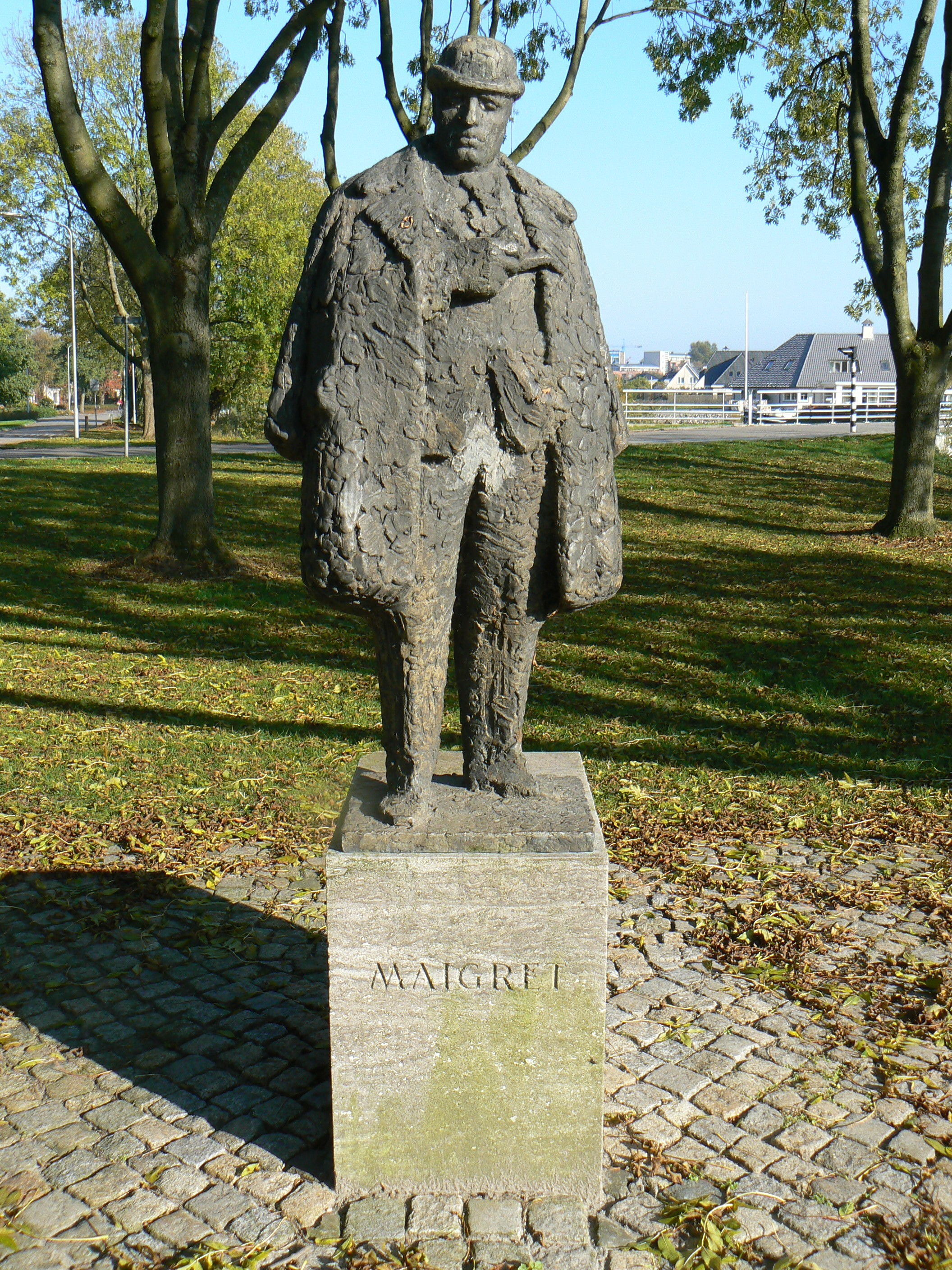
Statua di Maigret a Delfzijl

## Adattamenti

### Televisione
- Episodio dal titolo The Fontonay Murders, facente parte della serie televisiva Maigret, per la regia di Alan Bridges, trasmesso per la prima volta sulla BBC l'8 ottobre 1963, con Rupert Davies nel ruolo del commissario Maigret.
- Episodio dal titolo Un crime en Hollande, facente parte della serie televisiva Les enquêtes du commissaire Maigret per la regia di René Lucot, trasmesso per la prima volta su Antenne 2 il 26 giugno 1976, con Jean Richard nel ruolo del commissario Maigret.
- Episodio dal titolo Maigret en Finlande, appartenente alla serie televisiva Il commissario Maigret per la regia di Pekka Parikka, trasmesso per la prima volta il 27 settembre 1996, con Bruno Cremer nel ruolo del commissario Maigret. L'ambientazione, rispetto al libro, è stata spostata a Suomenlinna. In Italia l'episodio è apparso col titolo Maigret in Finlandia.

## Curiosità
A Delfzijl, luogo d'ambientazione di questo romanzo, fu posata una statua raffigurante Maigret dello scultore, originario di Utrecht, Pieter De Hont (1917-1997), inaugurata dallo stesso Simenon il 3 settembre 1966 alla presenza degli attori, che in quegli anni interpretarono, al cinema o in televisione, il ruolo del commissario Maigret: l'inglese Rupert Davies, il tedesco Heinz Rühmann, l'olandese Jan Teuling, l'italiano Gino Cervi e il francese Jean Gabin.

## Edizioni italiane
- Un delitto in Olanda, traduzione di Guido Cantini, Collana I libri neri. I romanzi polizieschi di Georges Simenon n° 7, Milano, Mondadori, 1933.[3] - Collana Gialli Economici n.36, Mondadori, 1935.
- Maigret in Olanda, traduzione di Guido Cantini, Collana Il girasole. Biblioteca Economica n.132, Milano, Mondadori, 1960. - Collana Il girasole n.204, Mondadori, 1962; Collana Le inchieste del commissario Maigret n.6, Mondadori, 1966; Collana Oscar n.840, Mondadori, 1978.
- Maigret in Olanda, traduzione di Claretta Agostoni, Collana Oscar n.2080, Milano, Mondadori, 1988.[4]
- Un delitto in Olanda, traduzione di Ida Sassi, Collana gli Adelphi n° 92, Milano, Adelphi, 1996, ISBN 978-88-459-1204-7.
- in  I Maigret 2, Collana Maigret, Milano, Adelphi, 2013, ISBN 978-88-459-2852-9. - nuova ed., Adelphi, 2019, ISBN 978-88-459-3374-5.